# Incanotus
Incanotus is een geslacht van rechtvleugeligen uit de familie sabelsprinkhanen (Tettigoniidae). De wetenschappelijke naam van dit geslacht is voor het eerst geldig gepubliceerd in 1960 door Beier.

## Soorten
Het geslacht Incanotus omvat de volgende soorten:
- Incanotus amorii Bolívar, 1881
- Incanotus atricoxatus Beier, 1960
- Incanotus inca Saussure & Pictet, 1898
- Incanotus mariaelenae Buzzetti, 2008